# Alloiodoris marmorata
Alloiodoris marmorata is een slakkensoort uit de familie van de Discodorididae. De wetenschappelijke naam van de soort is voor het eerst geldig gepubliceerd in 1904 door Bergh.